# دنيس هيغينز (لاعب كرة قاعدة)
دنيس هيغينز (بالإنجليزية: Dennis Higgins)‏ هو لاعب كرة قاعدة أمريكي، ولد في 4 أغسطس 1939 في جفرسون سيتي في الولايات المتحدة.

## وصلات خارجية
- دنيس هيغينز على موقعبيزبول رفرنس.كوم (الدوري الرئيسي) (الإنجليزية)